# Витри-сюр-Сен
Витри-сюр-Сен (фр. Vitry-sur-Seine) — муниципалитет во Франции, юго-восточный пригород Парижа.
Первоначально назывался Викториакум, по имени землевладельца Виктория. Город сменил ещё несколько названий, современное официально утверждено в 1897 г. 
Витри пережил множество потрясений: Столетнюю войну, когда войска Карла Злого сожгли церковь Гервасия и Протасия, войну арманьяков и бургиньонов, религиозные войны, Фронду, массовые беспорядки на национальной почве рубежа 20-21 веков. В настоящее время витриоты заняты в энергетике, промышленности и других видах деятельности. В городе расположен крупный музей современного искусства.
Уроженцем Витри является известный футболист Джимми Бриан.

## Примечательный факт
- В связи с 70-летием Сталина один из проспектов города в 1949 году был назван проспектом Иосифа Сталина[2].

## Города-побратимы
- Бернли, Великобритания
- Кладно, Чехия
- Мейсен, Германия